# MÁV-Baureihe 424
Die Fahrzeuge der MÁV-Baureihe 424 waren Schlepptenderlokomotiven der Ungarischen Staatsbahnen (MÁV) für den schnellen Reise- und Güterzugdienst. Neben den MÁV erwarben auch die Slovenské železnice (SŽ) als Staatsbahn der 1939 bis 1945 existierenden Ersten Slowakischen Republik sowie die Jugoslawischen Staatsbahnen (JDŽ) Lokomotiven dieser Bauart. Während und nach dem Zweiten Weltkrieg liefen die Maschinen auch in Polen, Österreich und der Sowjetunion. Lokomotiven dieser Bauart wurden auch nach China und Nordkorea exportiert.

## Geschichte

### Reihe 424 der MÁV
Die erste Lokomotive der in der erstmals in Ungarn verwendeten Achsfolge 2’D ausgeführten neuen Reihe 424 lieferte 1924 die MÁVAG in Budapest an die MÁV. Die Konstruktion basierte auf der Reihe 570 der Südbahngesellschaft (SB) und der bauartgleichen Reihe It der Kaschau-Oderberger Bahn (Ks.Od.). Die 424 bewährte sich als Universallokomotive, die bei den MÁV fast alle Zugarten vom schweren Güterzug bis zum Schnellzug bespannte. Ihre guten Beschleunigungsleistungen machten sie aufgrund der relativ kurzen Halteabstände zur idealen Lokomotive für viele ungarische Schnellzüge.

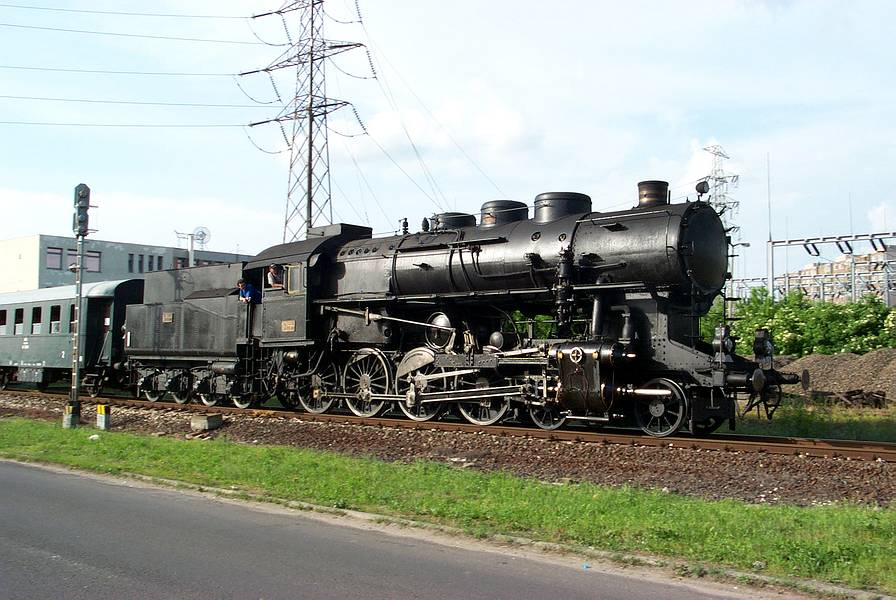
Museumslokomotive 424,009 vor einem Sonderzug (2002)

Zunächst bestand allerdings kein großer Bedarf an weiteren Lokomotiven, den 1924 produzierten ersten 26 Exemplaren folgte erst 1929 eine weitere Lokomotive. Diese trug die Fabriknummer 5000 der MÁVAG. Erst während des Zweiten Weltkriegs wurden weitere Exemplare gebaut. Von 1940 bis 1944 verließen 216 Lokomotiven für die MÁV die Werkshallen in Budapest. Sie erhielten die Nummern 424.028 bis 424.243. Eingesetzt wurden sie während des Krieges und danach vor allem vor Militärtransporten. Die 424.234 beförderte beispielsweise nach dem Krieg Militärzüge der US-Armee in das Grenzgebiet nach Österreich.
In der Nachkriegszeit wurde die 424 erst recht zur ungarischen Universallokomotive. Mit geringfügigen Bauartänderungen, so der Einführung von Windleitblechen nach deutschem Vorbild und der Erhöhung der zulässigen Geschwindigkeit auf 90 km/h, wurden bis 1958 weitere 122 Lokomotiven an die MÁV geliefert. Insgesamt erhielten die MÁV damit 365 Stück, die allerdings, bedingt durch die Kriegsverluste, nie alle gleichzeitig im Bestand waren. Ihre Abstellung begann erst 1972 mit Beschaffung von Diesellokomotiven der M41. Die Reihe 424 gehörte zu den letzten in Ungarn eingesetzten Dampflokomotiven; die letzten Maschinen wurden erst 1986 ausgemustert. Drei Exemplare, die Lokomotiven 424.009, 247 und 287 werden für Sonderzüge und Museumsfahrten betriebsfähig vorgehalten, weitere sind als Denkmalfahrzeuge erhalten.

### Reihe 465.0 der SŽ / ČSD
Die slowakische SŽ erwarben zwischen 1942 und 1944 insgesamt 15 Lokomotiven für den Schnellzugdienst und bezeichnete sie als Baureihe 465.0. Mit dem Ende der eigenständigen Slowakischen Republik und der SŽ gingen diese Lokomotiven 1945 auf die wiederbegründeten ČSD über. Die ČSD übernahmen außerdem weitere, auf dem Gebiet der Tschechoslowakei verbliebene Lokomotiven der MÁV. Weitere Maschinen erhielten die ČSD als Ausgleich kriegsbedingter Schäden. Der Bestand stieg damit auf 51 Lokomotiven. Bei den ČSD war sie eher eine Universallokomotive und erfüllte Aufgaben vom Schnellzug- bis zum Güterzugdienst. Nach dem Krieg waren sie vor allem in den Heizhäusern Praha Vršovice und Liberec eingesetzt, bis ihr Einsatzgebiet auf die Slowakei konzentriert wurde. Die letzte Lokomotive dieser Reihe wurde im Jahr 1973 ausgemustert. Die Lokomotiven trugen bei der ČSD die Spitznamen „Vitezka“ (Gewinnerin) und „Madarka“ (Ungarin).

### Reihe 11 der JDŽ

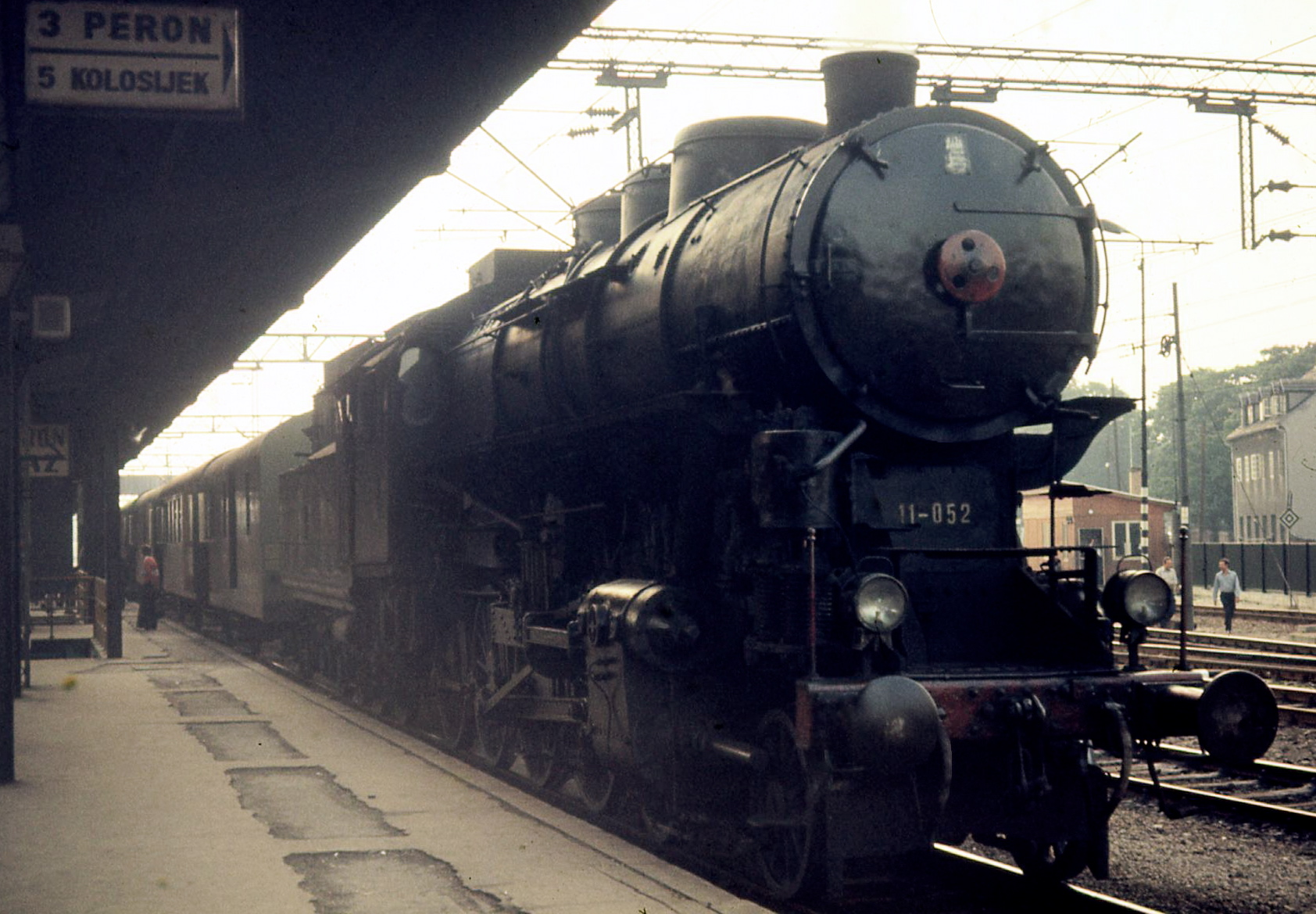
JDŽ 11-052 vor einem Schnellzug in Zagreb (1972)

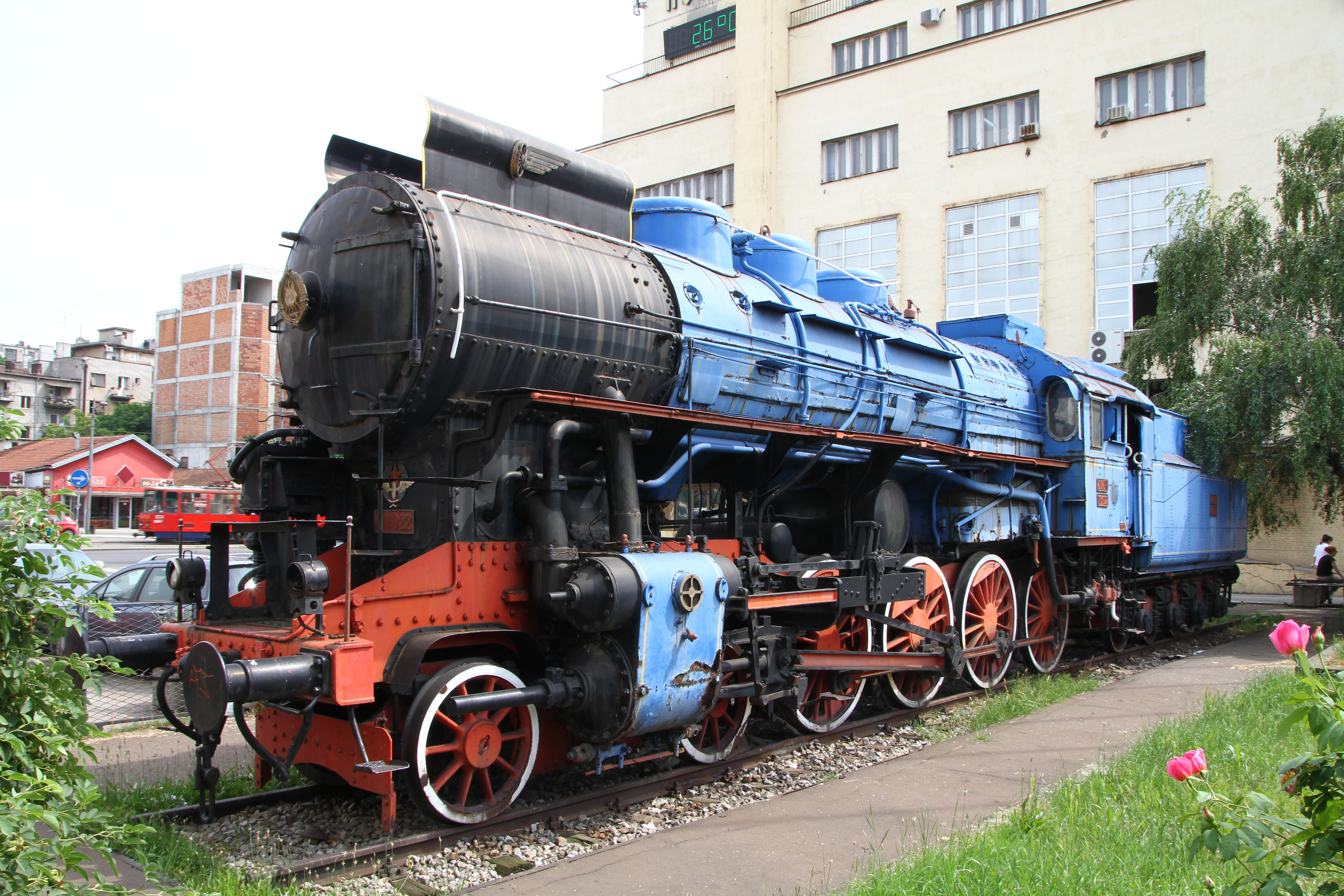
JDŽ 11-022, eine der für Titos „Plavi voz“ blau angestrichenen Lokomotiven als Denkmallok vor dem alten Belgrader Hauptbahnhof

In Jugoslawien waren nach dem Krieg dreizehn ursprüngliche ungarische 424er verblieben und kamen in den Bestand der Jugoslawischen Eisenbahnen. Bei den JDŽ wurden sie als Reihe 11 eingeordnet. Drei Exemplare erhielten einen blauen Anstrich und wurden bis zu ihrer Ablösung 1961 durch die von Krauss-Maffei gelieferten Diesellokomotiven der Reihe JŽ D 66 für den Staatszug von Tito vorgehalten. Da die Bauart sehr befriedigte, wurden in Ungarn weitere Exemplare bestellt. MÁVAG lieferte von 1947 bis 1948 weitere 39 Lokomotiven, danach brachen die Geschäftsbeziehungen im Zuge des mit dem Titoismus verbundenen Konflikts zwischen Jugoslawien und den Staaten des sowjetischen Machtbereichs ab. In einer Phase der vorübergehenden Annäherung zwischen Jugoslawien und dem Ostblock folgte 1955 eine letzte Lieferung von 10 Stück. Insgesamt umfasste die Baureihe 11 damit die Lokomotiven 11-001 bis 11-062.
Die Lokomotive 11-023, eine der Sonderloks für Titos Staatszug, steht im Eisenbahnmuseum Ljubljana, ihre Schwesterlok 11-022 als Denkmallok in blauer Farbgebung vor dem alten Belgrader Hauptbahnhof. Weitere Exemplare sind als Denkmalslok erhalten.

### Weitere Einsatzgebiete
Die Wirren des Zweiten Weltkriegs führten zu einer weiträumigen Verteilung des Bestands; neben der Tschechoslowakei und Jugoslawien fanden sich Einzelexemplare der Baureihe auch in anderen Ländern. Die Sowjetunion übernahm nach dem Krieg Lokomotiven der MÁV als Reparationsleistung, von denen ein Teil allerdings ab Ende der 1950er Jahre wieder nach Ungarn zurückgegeben wurden. Bis 1950 verblieben einige 424er bei der Deutschen Reichsbahn in der Sowjetischen Besatzungszone und wurden dort auch im Schnellzugdienst zwischen Berlin und Schwerin eingesetzt. Kurzzeitig waren einige Lokomotiven auch bei den österreichischen Bundesbahnen ÖBB und den polnischen PKP im Einsatz.
Lokomotiven dieser Bauart wurden nach 1945 von Ungarn auch in die Volksrepublik China exportiert. Ebenso wurden einige Exemplare nach Nordkorea geliefert. Insgesamt entstanden damit bei der MÁVAG 514 Lokomotiven dieses Typs.

## Technische Merkmale

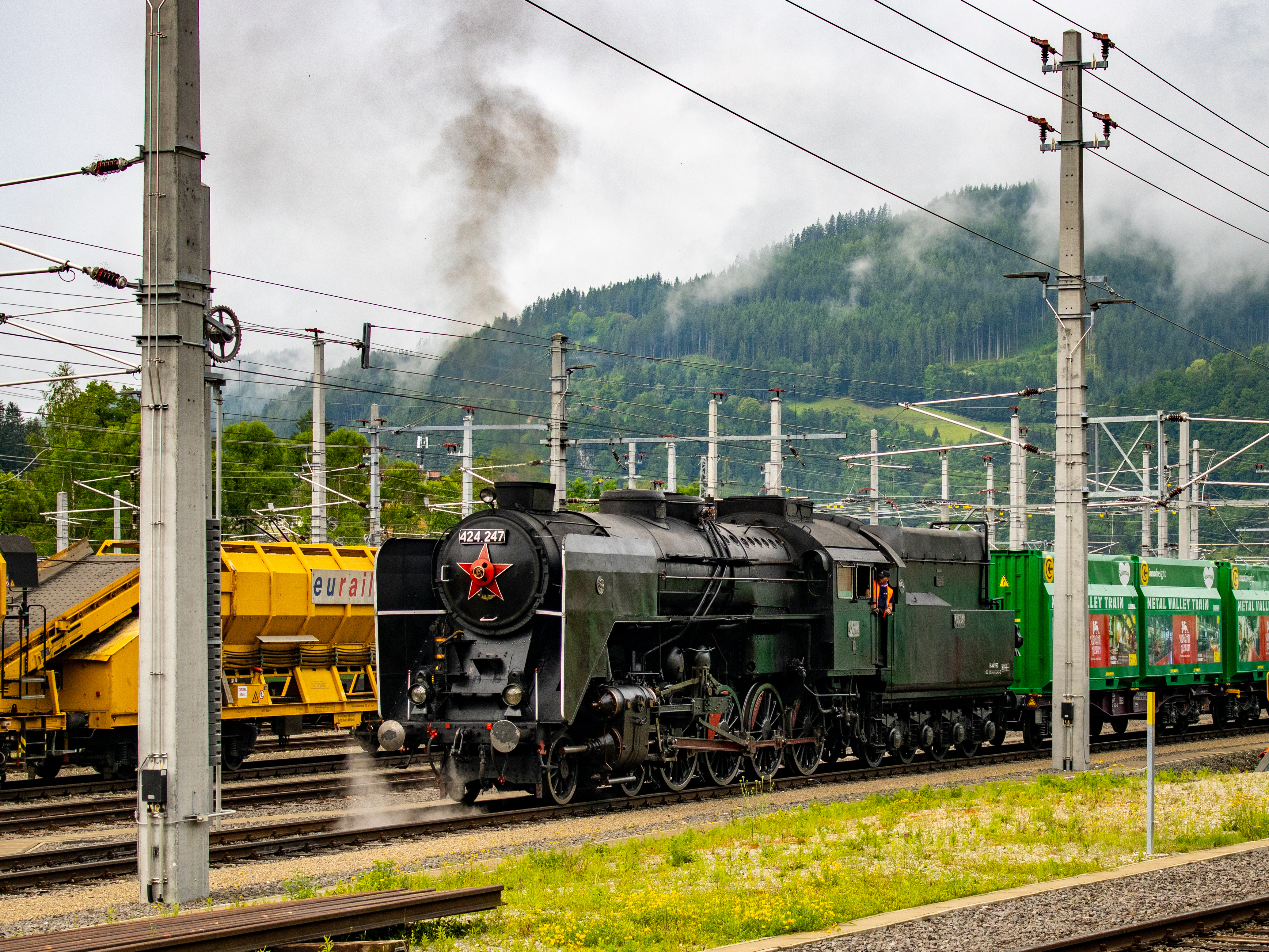
Museumslok 424.247 nach einer Restauration beim Südbahnmuseum Mürzzuschlag

Die Lokomotiven machten auf Zeitgenossen einen imposanten Eindruck. Sie hatten einen hochliegenden Kessel mit einer Kesselmitte von 3300 mm über Schienenoberkante, was zur damaligen Zeit den höchsten Wert bei den ČSD darstellte. Die Stahlfeuerbüchse hatte einen Kipprost, der Rahmen war als Blechrahmen ausgeführt. Die Lagerung der Achsen geschah mit Gleitlagerung mit zentraler Schmierung durch eine Schmierpresse Bauart Friedmann.
Die Tragfedern liegen unter den Achslagern und sind durch Ausgleichshebel verbunden. Die Lokomotive wird durch ein zweiachsiges Laufdrehgestell geführt. Die Druckluftanlage wird durch eine Doppelverbundluftpumpe Bauart Knorr versorgt. Die Lokomotiven waren mit einer elektrischen Beleuchtung, die durch einen Turbogenerator versorgt wurde, ausgerüstet.
Während ihrer langen Fertigungszeit erfuhren die Lokomotiven viele konstruktive Verbesserungen, wie geschweißte Brotankessel, Rauchumformer und Doppelblasrohre Bauart Kylchap. In Ungarn wurden einige Exemplare auf Ölfeuerung umgebaut, andere erhielten eine indirekte Wendezugsteuerung.
Die Leistung der Lokomotive war mit 1700 PS fast so hoch wie die der ČSD-Baureihe 475.1. Beim Anfahren und in Steigungen verhielten sich beide Lokomotivtypen aufgrund des geringen Treibraddurchmessers der Baureihe 424 ähnlich. In der Ebene konnte sie einen Schnellzug von 650 t Last mit einer Geschwindigkeit von 90 km/h befördern, auf einer Steigung von 10 ‰ erreichte sie mit dem denselben Zug noch 30 km/h. Auf einer Steigung von 5 ‰ konnte sie Züge mit einer Last von 1150 t mit einer Geschwindigkeit bis zu 70 km/h befördern.